# Камышино-Курское
Камы́шино-Ку́рское — село в Муромцевском районе Омской области России. Административный центр Камышино-Курского сельского поселения.

## История
Основано в 1841 году. В 1928 году деревня Камышино-Курская состояла из 134 хозяйств, основное население — русские. В административном отношении являлась центром Камышино-Курского сельсовета Большереченского района Тарского округа Сибирского края.

## Население
| 1926 | 2010 |
| ---- | ---- |
| 840  | ↗890 |